# Jannes und Jambres
Jannes und Jambres (auch Mambres) sind Personen aus der Bibel. Der außerbiblischen Überlieferung nach sind sie ägyptische Zauberer, die ihre Zauberkünste gegen Mose und Aaron ausspielten.

## Namensform und -bedeutung
In den uns überkommenen Schriften über Jannes (Ἰάννης) und Jambres (Ἰαμβρῆς) variieren die Namensschreibungen sehr stark. So finden sich für Jannes auch die Formen Johanai und Iannes, für Jambres wird auch Mamre oder Mambres verwendet. In 2 Tim 3,8  lesen einige Textzeugen für Jambres den Namen Mambres (Μαμβρῆς).
Jannes ist als gräzisierte Form des aram. Johanna (=Johannes) zu deuten; Jambres bedeutet „Der Widerspenstige“.

## Erzählungen über Jannes und Jambres
Jannes und Jambres sind Brüder und werden in der Überlieferung mit den ägyptischen Zaubermeistern identifiziert, die nach Ex 7,11  mit Moses und Aaron vor dem Pharao einen Zauberwettstreit führten. Ihre Namen werden im Buch Exodus nicht genannt. Paulus bezeichnet Jannes und Jambres in 2 Tim 3,8  als die, die „dem Mose widerstanden“. Sowohl Jambres als auch Jannes werden in der Bibel nur an dieser Stelle namentlich erwähnt.
Die rabbinische Überlieferung bringt sie mit dem heidnischen Propheten Bileam in Verbindung. Einige Schriften berichten auch von weiteren Aktionen des Brüderpaars gegen Mose und Israel über die Auseinandersetzung vor dem Pharao hinaus: Sie hinderten Israel am Durchzug durch das Meer, versuchten in der Wüste Israel von Mose abtrünnig zu machen und waren der eigentliche Urheber der widergöttlichen Verehrung des goldenen Kalbs.

## Schriften über Jannes und Jambres
Der christliche Gelehrte und Theologe Origenes (185-um 254) erwähnt eine Schrift Über Moses und Jannes und Jambres und ein Buch Über Jannes und Jambres. Das Decretum Gelasianum erwähnt ein apokryphes Buch mit dem Titel Paenitentia Iamne et Mambre („Jannes’ und Jambres’ Buße“).